# Cleyera nimanimae
Cleyera nimanimae är en tvåhjärtbladig växtart som först beskrevs av Louis René Tulasne, och fick sitt nu gällande namn av Carl Karl Wilhelm Leopold Krug och Urb.. Cleyera nimanimae ingår i släktet Cleyera, och familjen Pentaphylacaceae. Inga underarter finns listade i Catalogue of Life.